# Clarividência
Clarividência, segundo a parapsicologia, é a capacidade de obter conhecimento de evento, ser ou objeto, sem a utilização de quaisquer canais sensoriais humanos conhecidos e sem a utilização  de Telepatia. O termo "Clarividência" também é aplicado, em certas escolas de espiritualismo e ocultismo, à chamada "visão espiritual", que permite enxergar planos espirituais ou pelo menos algo pertencente a tais planos. No caso específico do Espiritismo, clarividência, dupla vista e segunda vista são sinônimos. Já lucidez refere-se de modo especial à clarividência sonambúlica.

## Clarividência e Espiritismo
O termo clarividência surge pela primeira vez com seu sentido próprio na parte de O Livro dos Espíritos que trata da emancipação da alma. Na questão 402, Allan Kardec trata de uma "espécie de clarividência" que acontece durante os sonhos, onde a alma tem a faculdade de perceber eventos que acontecem em outros lugares. Neste ponto, portanto, ele emprega o termo como uma faculdade de ver à distância sem o emprego dos olhos. Os sonâmbulos seriam capazes deste fenômeno devido à faculdade de afastamento da alma de seu respectivo corpo seguida da possibilidade de locomoção da mesma (q. 432).
Na questão (q. 428), ele indaga aos espíritos sobre a "clarividência sonambúlica". Ele certamente se refere à faculdade já bastante descrita na literatura que trata do sonambulismo magnético, que, na questão 426, os espíritos consideraram equivalente ao sonambulismo natural, com a diferença de ter sido provocado. Os espíritos lhe respondem que as duas faculdades possuem uma mesma causa: a percepção visual é realizada diretamente pela alma do clarividente. Logo a seguir, Kardec pergunta sobre os outros fenômenos da clarividência sonambúlica (q. 429) como a visão através dos corpos opacos e a transposição dos sentidos. Os espíritos reafirmam que os clarividentes veem afastados de seus corpos, e que a impressão que afirmam de estarem "vendo" por alguma parte do corpo, reside na crença que possuem que precisam deste para perceberem os objetos. A existência da faculdade sonambúlica não assegura a veracidade de todas as informações obtidas neste estado, com o que concordam os espíritos 
A partir da pergunta 447, os termos clarividência, dupla vista e segunda vista são utilizados como sinônimos.

## Clarividência Premonitória e Livre-arbítrio
A possibilidade de clarividência premonitória, como a demonstrada por Edgar Cayce e Emanuel Swedenborg, aparenta entrar em conflito com a ideia de que o ser humano seja dotado de livre-arbítrio, pois, aceitando-se que um evento possa ser descrito por antecipação, isso parecerá implicar que o futuro esteja pré-determinado, embora essa visão do futuro possa ser probabilística e não uma previsão definitiva. 